# Энергетика Таиланда

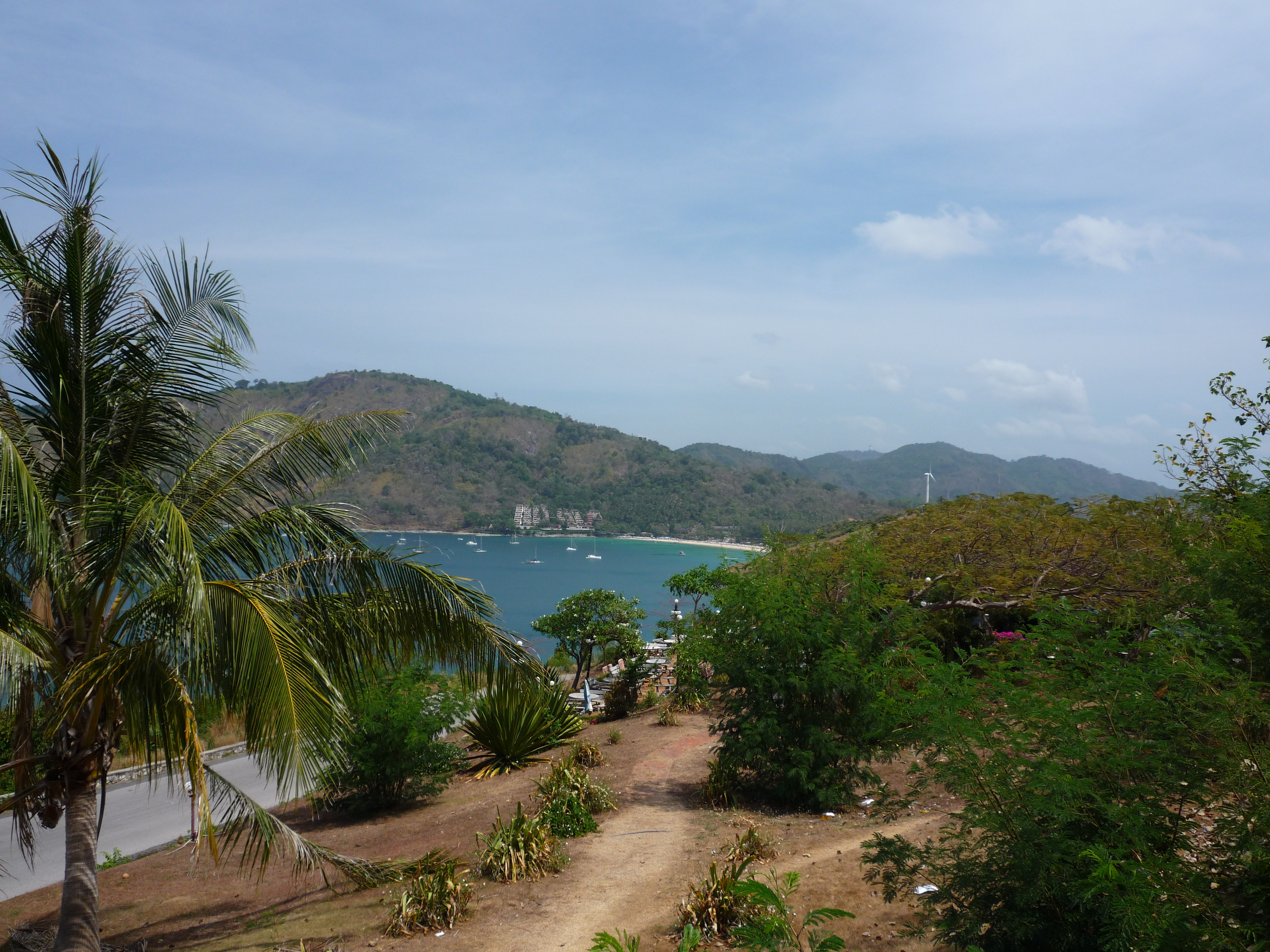
Ветровая электростанция в Таиланде

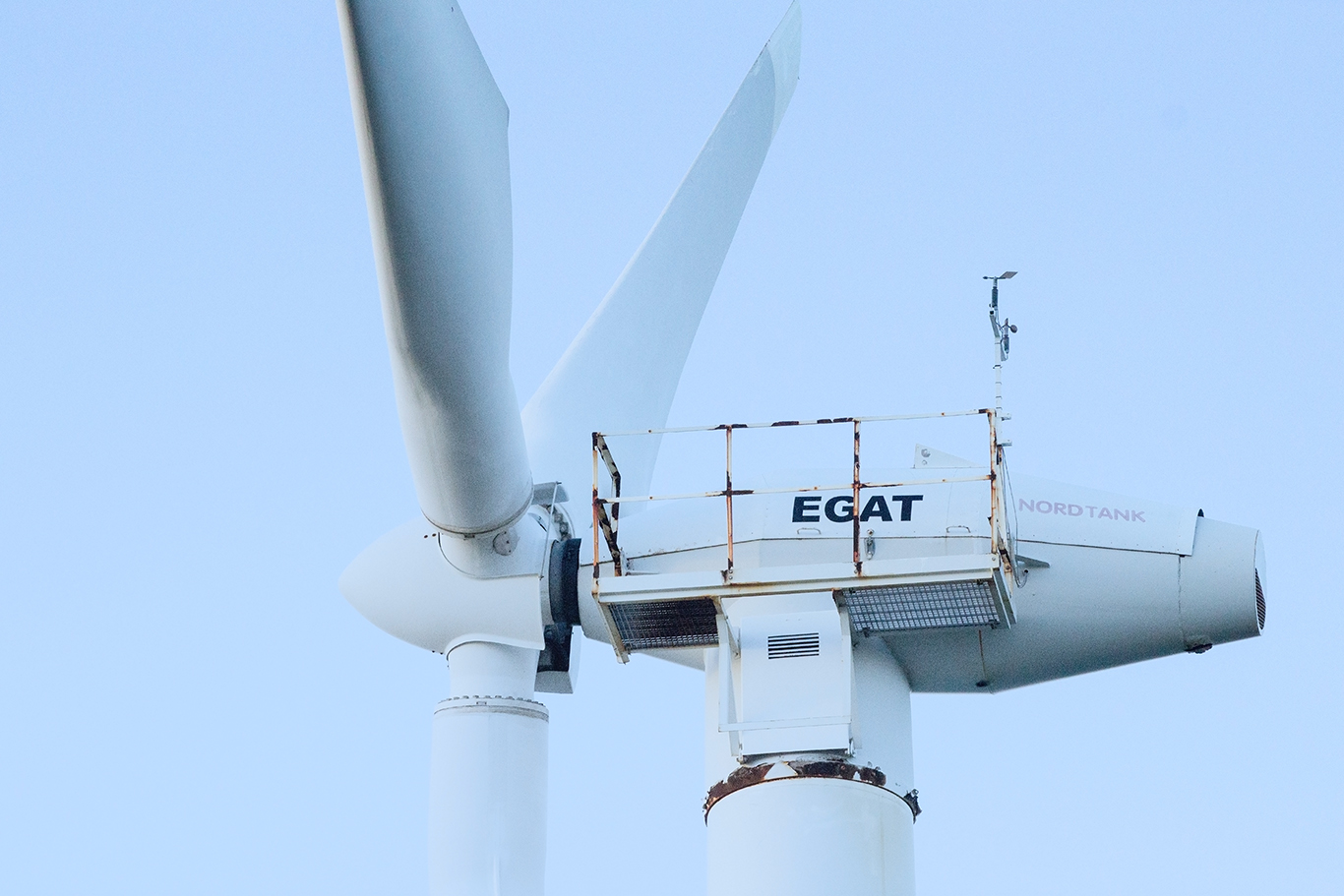
Ветровая турбина в Пхукете. Пилотный проект ГУЭТ

Энергетика Таиланда — отрасль экономики Таиланда, занимающаяся производством, распределением и импортом разных видов энергии в стране. По данным Министерства энергетики, в 2013 году суммарное потребление в стране энергии составило 75,2 млн т. н. э. (миллионов тонн нефтяного эквивалента), увеличившись на 2,6 процента по сравнению с предыдущим годом.

## Обзор
Таиланд производит около трети необходимой стране нефти. Это второй по величине импортер нефти в Юго-Восточной Азии. Таиланд является крупным производителем природного газа, имеющим запасы не менее 10 триллионов кубических футов (283,16 млрд м³).

## Электричество
Девяносто процентов тайских генерирующих электричество мощностей приходится на тепловые электростанции. Мазутные электростанции были заменены на природный газ, который по состоянию на 2016 обеспечивает 60 % электроэнергии. Угольные электростанции производят дополнительные 20 процентов, остальное приходится на биомассы, гидроэнергетику и биогаз.
| Нефть | Природный газ | Уголь | АЭС | Энергия воды | Возобновляемые источники энергии | Общее |
| ----- | ------------- | ----- | --- | ------------ | -------------------------------- | ----- |
| 50,4  | 47,0          | 16,0  | 0   | 1,3          | 1,0                              | 115,6 |

Повышение температуры приводит к увеличению спроса на электроэнергию. Предполагается, что городам размером с Бангкок необходимо 2 гигаватта дополнительной электроэнергии при увеличения на 1 градус Цельсия из-за увеличения спроса на кондиционирование воздуха.

## Нефть

Добычи нефти на шельфе не хватает для вывода страны к топливной самостоятельности

- Производство: Таиланд впервые начал добывать нефть[4] в 1981 году по 2000 баррелей (84 000 американских галлонов) в день. К 2013 году суточная добыча нефти возросла до 459 000 баррелей. Доказанные запасы нефти оцениваются в 0,4 тыс. млн баррелей.
- Расход: в 2013 году потребление нефти составило 1,2 млн баррелей в день.

## Газ

Большая часть газа в стране импортируется

Природный газ занимает около 60 % топлива, необходимого для генерации электрической энергии в Таиланде.
На Эраванском газовом месторождении в сиамском заливе добывается около 20 процентов от все добычи газа. Мощность месторождения оценивается в 885 млн МВ в день.

## Уголь
В 2013 году Таиланд производил около 18 млн тонн бурого угля и импортировал около 19 миллионов тонн каменного угля. Весь бурый уголь и шесть миллионов тонн каменного угля используется для производства электроэнергии в стране, остальная часть используется в промышленности.

## Гидроэнергетика
В 2021 году мощность гидроэнергетики составляла 3 667 МВт.

## Возобновляемая энергия

Развитие солнечной энергетики в Таиланде

В 2021 году мощность возобновляемой энергетики составляла 11 885 МВт.

### Биогаз
В 2021 году мощность биогаза составила 554 МВт.

### Биоэнергетика
В 2021 году мощность биоэнергетики составляла 4 222 МВт.

### Ветроэнергетика
В 2021 году мощность ветроэнергетики составляла 1 507 МВт.

### Солнечная энергетика
В 2021 году мощность солнечной энергетики составляла 3 049 МВт.

## Ядерная энергетика
В Таиланде нет атомных электростанций. До Фукусимской катастрофы планировалось производить с помощью ядерных технологий к 2025 году около 5 гигаватт электроэнергии.
В настоящее время интерес к ядерной энергетике возродился. Семь стран АСЕАН, включая Таиланд, подписали соглашения о сотрудничестве с российским агентством по ядерной энергии «Росатом». Энергетическое ведомство по ядерной энергетике Таиланда (ГУЭТ) работает с Китаем, Японией и Южной Кореей. Оно послало 100 специалистов для обучения строительству АЭС. В стране планируется к 2036 году производить до пяти процентов всех электроэнергии от ядерных станций

## План развития энергетики Таиланда, 2015—2036
В Таиланде по Плану развития 2015—2036 необходимо построить 20 новых газовых электростанций (17 728 МВт), девять «угольных» электростанции (7 390 МВт), и получать 14 206 МВт от возобновляемых источников энергии, включая гидроэнергетику.